# Square Leibniz
Le square Leibniz est une voie du 18e arrondissement de Paris, en France.

## Situation et accès
Le square Leibniz est une voie située dans le 18e arrondissement de Paris. Il débute au 62-64, rue Leibniz et se termine en impasse.
Il est desservi par la ligne 13 à la station Porte de Saint-Ouen.

## Origine du nom

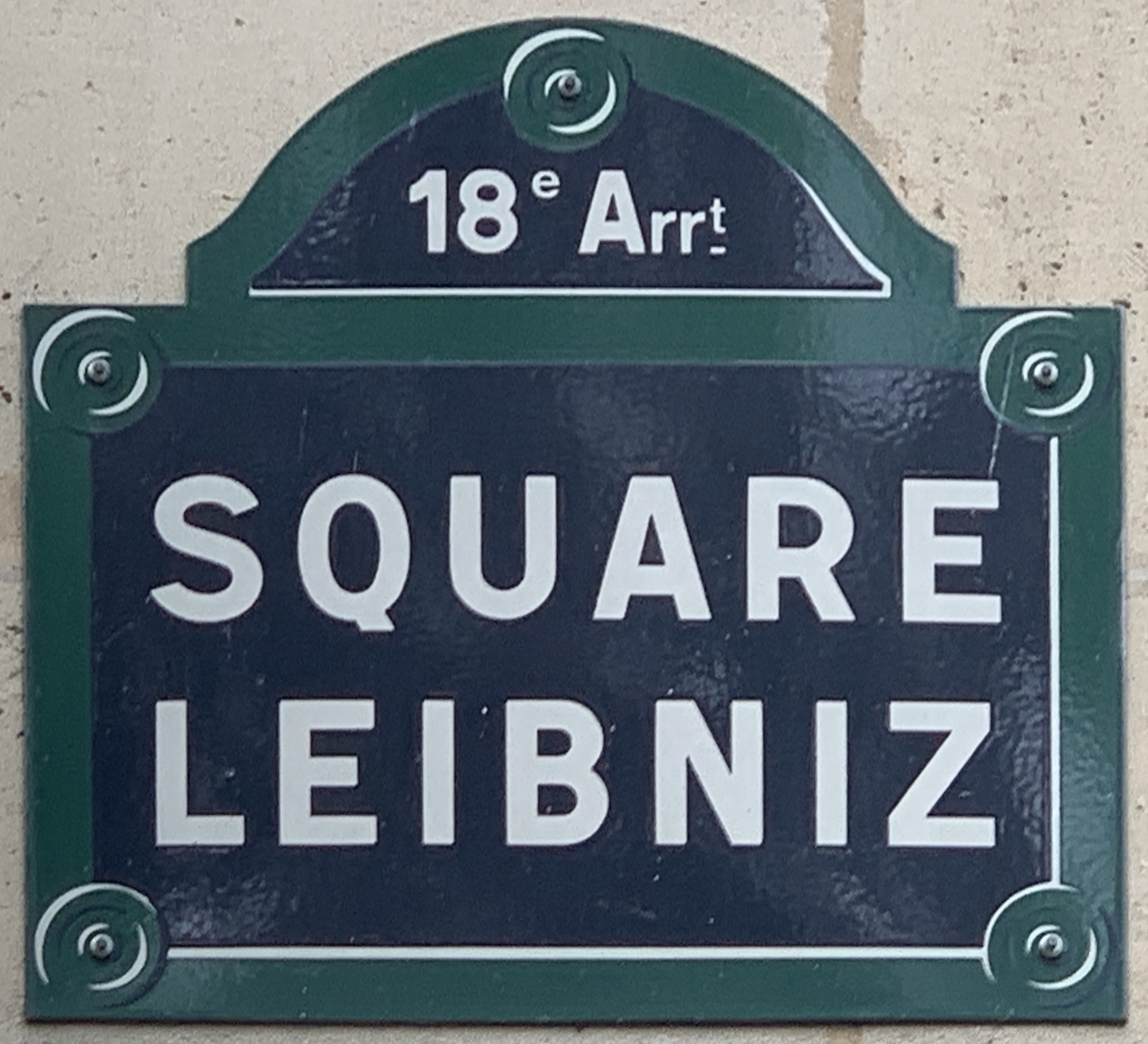
Plaque de la voie.

Il porte le nom du philosophe et scientifique polymathe allemand Gottfried Wilhelm Leibniz (1646-1716), en raison de sa proximité avec la rue éponyme.
Lors de son ouverture en 1904, il reçoit le nom de « square Leibnitz » (avec un t), avant d'adopter l'orthographe « square Leibniz » (sans t) par un arrêté municipal du 16 septembre 1997.

## Historique
Cette voie est ouverte par l'Assistance publique, en 1904.